# Florissant Township
Die Florissant Township ist eine von 28 Townships im St. Louis County im Osten des US-amerikanischen Bundesstaates Missouri und Bestandteil der Metropolregion Greater St. Louis. Das U.S. Census Bureau hat bei der Volkszählung 2020 eine Einwohnerzahl von 35.062 ermittelt.

## Geografie
Die Florissant Township liegt im nordwestlichen Vorortbereich von St. Louis. Der Missouri River befindet sich rund 2 km nordwestlich der Township; der Mississippi, der die Grenze zu Illinois bildet, befindet sich rund 10 km östlich.
Die Florissant Township liegt auf 38° 48′ N, 90° 19′ W und erstreckt sich über 18,9 km².
Die Florissant Township liegt im Norden des St. Louis County und grenzt im Nordwesten an die Lewis and Clark Township, im Nordosten an die Spanish Lake Township, im Südosten an die Ferguson Township, im Süden an die Airport Township sowie im äußersten Südwesten an die Northwest Township.

## Verkehr
Der südliche Rand der Florissant Township wird von der Interstate 270 gebildet, der nördlichen Umgehungsstraße von St. Louis. Durch das nördliche Zentrum der Township verläuft der U.S. Highway 67. Bei allen weiteren Straßen innerhalb der Township handelt es sich um innerstädtische Verbindungsstraßen.
Der Lambert-Saint Louis International Airport liegt rund 15 km südwestlich der Florissant Township.

## Demografische Daten
Nach der Volkszählung im Jahr 2010 lebten in der Florissant Township 34.637 Menschen in 14.134 Haushalten. Die Bevölkerungsdichte betrug 1832,6 Einwohner pro Quadratkilometer. In den 14.134 Haushalten lebten statistisch je 2,43 Personen.
Ethnisch betrachtet setzte sich die Bevölkerung zusammen aus 64,9 Prozent Weißen, 31,2 Prozent Afroamerikanern, 0,2 Prozent amerikanischen Ureinwohnern, 0,6 Prozent Asiaten sowie 0,7 Prozent aus anderen ethnischen Gruppen; 2,4 Prozent stammten von zwei oder mehr Ethnien ab. Unabhängig von der ethnischen Zugehörigkeit waren 2,0 Prozent der Bevölkerung spanischer oder lateinamerikanischer Abstammung.
24,3 Prozent der Bevölkerung waren unter 18 Jahre alt, 60,5 Prozent waren zwischen 18 und 64 und 15,2 Prozent waren 65 Jahre oder älter. 53,1 Prozent der Bevölkerung war weiblich.
Das mittlere jährliche Einkommen eines Haushalts lag bei 50.562 USD. Das Pro-Kopf-Einkommen betrug 24.285 USD. 10,2 Prozent der Einwohner lebten unterhalb der Armutsgrenze.

## Ortschaften
Die Bevölkerung der Florissant Township lebt in folgenden Ortschaften (mit dem Status „City“):
- Florissant1
- Hazelwood2

1 – teilweise in der Lewis and Clark, der Northwest, der Ferguson und der Spanish Lake Township

2 – überwiegend in der Northwest Township, teilweise in der Airport, der Lewis and Clark und der Ferguson Township